# Сенбагх
Сенбагх (бенг. সেনবাগ, англ. Senbagh) — город на юго-востоке Бангладеш, административный центр одноимённого подокруга. Площадь города равна 15,7 км². По данным переписи 2001 года, в городе проживало 23 530 человек, из которых мужчины составляли 49,34 %, женщины — соответственно 50,66 %. Плотность населения равнялась 1499 чел. на 1 км². Уровень грамотности населения составлял 49,3 % (при среднем по Бангладеш показателе 43,1 %). 